# Сюгінка
Сю́гінка (Сюга; рос. Сюгинка) — річка в Удмуртії (Вавозький та Можгинський райони), Росія, ліва притока Вали.
Довжина річки становить 30 км. Бере початок за 3 км на південь від села Нові Каксі на території Вавозького району, впадає до Вали навпроти колишнього присілку 24 лісоучасток. Річка протікає спочатку на схід, після присілку Велика Сюга повертає на північний схід. Притоки короткі та дрібні. На річці збудовано ставки у присілках Велика та Мала Сюга. В обох населених пунктах збудовані автомобільні мости.
Над річкою розташовані присілки Велика Сюга та Мала Сюга.